# Premijer liga 2022-2023 (pallacanestro maschile)
La Premijer liga 2022-2023 è stata la 32ª edizione del massimo campionato croato di pallacanestro maschile. La vittoria finale è stata appannaggio di Zara.

## Risultati

### Stagione regolare

#### Prima fase
|     | Squadra           | G  | V  | P  | PF   | PS   | Pt. | Qualificazione      |
| --- | ----------------- | -- | -- | -- | ---- | ---- | --- | ------------------- |
| 1.  | Cedevita Junior   | 22 | 18 | 4  | 1870 | 1634 | 40  | poule scudetto      |
| 2.  | Cibona Zagabria   | 22 | 18 | 4  | 1964 | 1638 | 40  | poule scudetto      |
| 3.  | Zara              | 22 | 18 | 4  | 1888 | 1644 | 40  | poule scudetto      |
| 4.  | Spalato           | 22 | 18 | 4  | 1951 | 1675 | 40  | poule scudetto      |
| 5.  | Građanski Šibenik | 22 | 13 | 9  | 1631 | 1622 | 35  | poule scudetto      |
| 6.  | Dubrava           | 22 | 11 | 11 | 1714 | 1747 | 33  | poule scudetto      |
| 7.  | Dinamo Zagabria   | 22 | 8  | 14 | 1770 | 1873 | 30  | poule retrocessione |
| 8.  | Zabok             | 22 | 6  | 16 | 1650 | 1823 | 28  | poule retrocessione |
| 9.  | Alkar             | 22 | 6  | 16 | 1708 | 1883 | 28  | poule retrocessione |
| 10. | Bosco             | 22 | 6  | 16 | 1712 | 2006 | 10  | poule retrocessione |
| 11. | Gorica            | 22 | 5  | 17 | 1714 | 1875 | 27  | poule retrocessione |
| 12. | Škrljevo          | 22 | 5  | 17 | 1692 | 1844 | 27  | poule retrocessione |

#### Seconda fase
|    | Squadra           | G  | V  | P  | PF   | PS   | Pt. | Qualificazione |
| -- | ----------------- | -- | -- | -- | ---- | ---- | --- | -------------- |
| 1. | Spalato           | 32 | 26 | 6  | 2822 | 2439 | 58  | playoff        |
| 2. | Zara              | 32 | 26 | 6  | 2757 | 2361 | 58  | playoff        |
| 3. | Cibona Zagabria   | 32 | 25 | 7  | 2817 | 2430 | 57  | playoff        |
| 4. | Cedevita Junior   | 32 | 22 | 10 | 2656 | 2491 | 54  | playoff        |
| 5. | Građanski Šibenik | 32 | 14 | 18 | 2325 | 2456 | 46  | playoff        |
| 6. | Dubrava           | 32 | 13 | 19 | 2474 | 2616 | 45  | playoff        |

#### Poule retrocessione
|     | Squadra         | G  | V  | P  | PF   | PS   | Pt. | Qualificazione          |
| --- | --------------- | -- | -- | -- | ---- | ---- | --- | ----------------------- |
| 7.  | Dinamo Zagabria | 32 | 15 | 17 | 2571 | 2631 | 47  | playoff                 |
| 8.  | Bosco           | 32 | 11 | 21 | 2561 | 2847 | 43  | playoff                 |
| 9.  | Škrljevo        | 32 | 11 | 21 | 2509 | 2645 | 43  |                         |
| 10. | Alkar           | 32 | 10 | 22 | 2581 | 2734 | 42  |                         |
| 11. | Zabok           | 32 | 10 | 22 | 2495 | 2724 | 42  | spareggio retrocessione |
| 12. | Gorica          | 32 | 9  | 23 | 2559 | 2753 | 41  | retrocessa in A1 Liga   |

### Spareggio retrocessione/promozione
| Squadra 1 | Totale  | Squadra 2 | Gara 1 | Gara 2 | Gara 3 |
| --------- | ------- | --------- | ------ | ------ | ------ |
| Zabok     | 169-161 | Kaštela   | 83-70  | 86-91  | -      |

### Playoff
|  | Quarti di finale | Quarti di finale  | Quarti di finale |      |                 | Semifinali | Semifinali | Semifinali |  |  | Finale | Finale  | Finale |
|  |                  |                   |                  |      |                 |            |            |            |  |  |        |         |        |
|  | 1.               | Spalato           | 2                |      |                 |            |            |            |  |  |        |         |        |
|  | 8.               | Bosco             | 0                |      |                 |            |            |            |  |  |        |         |        |
|  | 8.               | Bosco             | 0                |      | 1.              | Spalato    | 2          |            |  |  |        |         |        |
|  |                  |                   |                  |      | 1.              | Spalato    | 2          |            |  |  |        |         |        |
|  |                  | 5.                | Cedevita Junior  | 0    |                 |            |            |            |  |  |        |         |        |
|  | 4.               | 5.                | Cedevita Junior  | 0    | Cedevita Junior | 2          |            |            |  |  |        |         |        |
|  | 4.               |                   |                  |      | Cedevita Junior | 2          |            |            |  |  |        |         |        |
|  | 5.               | Građanski Šibenik | 0                |      |                 |            |            |            |  |  |        |         |        |
|  |                  |                   |                  |      |                 |            |            |            |  |  | 1.     | Spalato | 0      |
|  |                  |                   | 2.               | Zara | 3               |            |            |            |  |  |        |         |        |
|  | 2.               | Zara              | 2                |      |                 |            |            |            |  |  |        |         |        |
|  | 7.               | Dinamo Zagabria   | 1                |      |                 |            |            |            |  |  |        |         |        |
|  | 7.               | Dinamo Zagabria   | 1                |      | 2.              | Zara       | 2          |            |  |  |        |         |        |
|  |                  |                   |                  |      | 2.              | Zara       | 2          |            |  |  |        |         |        |
|  |                  | 3.                | Cibona Zagabria  | 0    |                 |            |            |            |  |  |        |         |        |
|  | 3.               | 3.                | Cibona Zagabria  | 0    | Cibona Zagabria | 2          |            |            |  |  |        |         |        |
|  | 3.               |                   |                  |      | Cibona Zagabria | 2          |            |            |  |  |        |         |        |
|  | 6.               | Dubrava           | 0                |      |                 |            |            |            |  |  |        |         |        |

| Premijer liga 2022-2023 |
| ----------------------- |
| Zara 4º titolo          |

## Formazione vincitrice
| N° | Naz.                            | Ruolo | Sportivo       |  | Alt. |  |
| -- | ------------------------------- | ----- | -------------- |  | ---- |  |
|    | Croazia (bandiera)              | AC    | Karlo Žganec   |  | 206  |  |
|    | Croazia (bandiera)              | AP    | Marko Ramljak  |  | 201  |  |
|    | Bosnia ed Erzegovina (bandiera) | P     | Sani Čampara   |  | 189  |  |
|    | Croazia (bandiera)              | AP    | Luka Božić     |  | 200  |  |
|    | Macedonia del Nord (bandiera)   | G     | Adem Mekić     |  | 197  |  |
|    | Croazia (bandiera)              | AG    | Dario Drežnjak |  | 204  |  |
|    | Croazia (bandiera)              | P     | Arijan Lakić   |  | 198  |  |
|    | Croazia (bandiera)              | All.  | Danijel Jusup  |  |      |  |